# Bowḩeyrī
Bowḩeyrī (persiska: بحيری, بوحيری, بُوِيری, Boḩeyrī) är en ort i Iran.   Den ligger i provinsen Bushehr, i den centrala delen av landet, 800 km söder om huvudstaden Teheran. Bowḩeyrī ligger 42 meter över havet och antalet invånare är 944.
Terrängen runt Bowḩeyrī är huvudsakligen platt, men österut är den kuperad.Runt Bowḩeyrī är det glesbefolkat, med 15 invånare per kvadratkilometer. Närmaste större samhälle är Khvormūj, 7,2 km norr om Bowḩeyrī. Trakten runt Bowḩeyrī är ofruktbar med lite eller ingen växtlighet.